# Miss Universo 1992
Miss Universo 1992, la 41.ª edición del concurso de belleza Miss Universo, se celebró en el Queen Sirikit National Convention Center en Bangkok (Tailandia) la mañana del 9 de mayo (hora local) —debido a la diferencia horaria, fue televisado en el hemisferio occidental durante la noche del 8—.
Representantes provenientes de setenta y ocho países y territorios compitieron por el título en esta versión del certamen. Al final del evento, Miss Universo 1991, Lupita Jones de México, coronó como su sucesora a Michelle McLean de Namibia. La ganadora se convirtió en la primera —y hasta ahora única— representante de su país en obtener el título de Miss Universo.
El concurso fue presentado por Dick Clark; como comentaristas, actuaron Leeza Gibbons y Angela Visser, Miss Universo 1989.

## Antecedentes

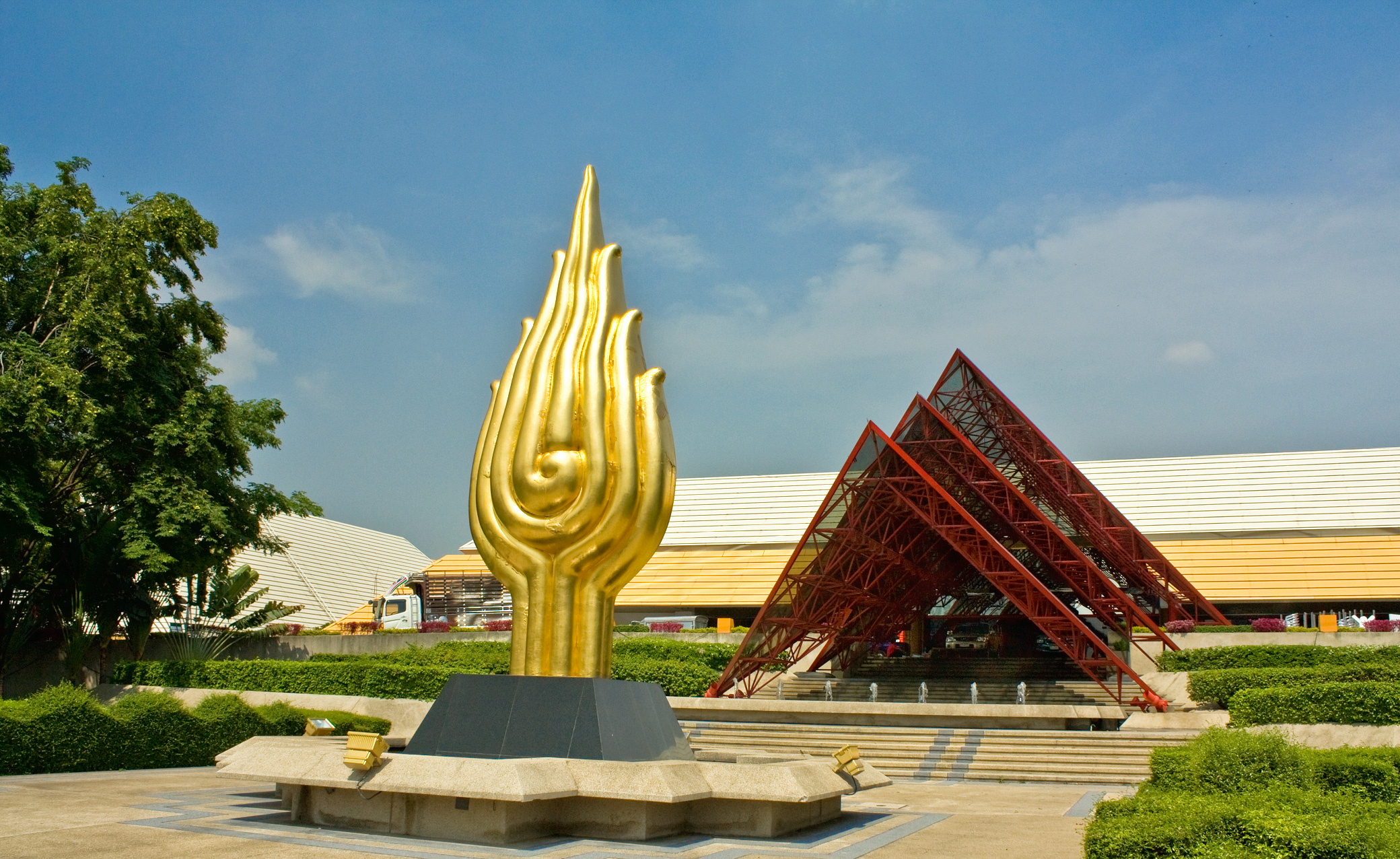
Queen Sirikit National Convention Center, recinto sede de Miss Universo 1992

### Sede y fecha
Desde agosto de 1991, Tailandia esperaba que la competencia se llevara a cabo en el país, cuando miles de habitantes de barrios bajos fueron desalojados para mejorar la imagen de la ciudad de Bangkok en vísperas de la conferencia del Banco Mundial que se llevaría a cabo en la ciudad en octubre de 1991 y del esperado concurso de Miss Universo que se llevaría a cabo al año siguiente.
El anuncio oficial de que Bangkok sería la sede del concurso se hizo en diciembre de 1991, con la fecha inicialmente establecida para el 16 de mayo. En marzo, la fecha se retrasó una semana hasta el 8 de mayo para que no coincidiera con el Día de Wisakha Bucha, una festividad budista.
El concurso se llevó a cabo en medio de una crisis política en Tailandia que culminó el 17 de mayo con una serie de protestas conocidas como las protestas de Mayo Negro, contra el gobierno de Suchinda Kraprayoon. Un día antes del concurso, el director de relaciones públicas expresó su temor sobre la posibilidad de cancelar el evento si la situación en Bangkok se deterioraba. Otros funcionarios de la competencia ignoraron la amenaza y el concurso continuó según lo programado.

### Selección de candidatas
La primera finalista de Miss Comunidad de Estados Independientes 1992, Lydia Kuborskaya, fue elegida porque la ganadora original, Yuliya Yetina, no alcanzó la edad requerida.
Esta edición marcó los debuts de la Comunidad de Estados Independientes y Hungría; y los regresos de Aruba, Australia, Austria, Chipre, Dinamarca, Egipto, Honduras, Kenia, Nueva Zelanda, Portugal y Suiza. Chipre y Kenia habían competido por última vez en 1987, Nueva Zelanda en 1989 y los demás en 1990. Belice, Ghana, Hong Kong, Italia, San Vicente y las Granadinas, Trinidad y Tobago, Unión Soviética y Yugoslavia se retiraron.
Amy Kwok de Hong Kong fue descalificada debido a un problema de ciudadanía. La Miss Unión Soviética 1991 Ilmira Shamsutdinova no participó tras la disolución de la Unión Soviética en quince países. Esos quince países fueron representados por la Comunidad de Estados Independientes. Más tarde, Shamsutdinova participó en 1996 como representante de Rusia. Yugoslavia se retiró después de su desintegración. Belice, Ghana, Hong Kong, Italia, San Vicente y las Granadinas y Trinidad y Tobago se retiraron después de que sus respectivas organizaciones no pudieron realizar un concurso nacional ni designar a una candidata.

## Resultados

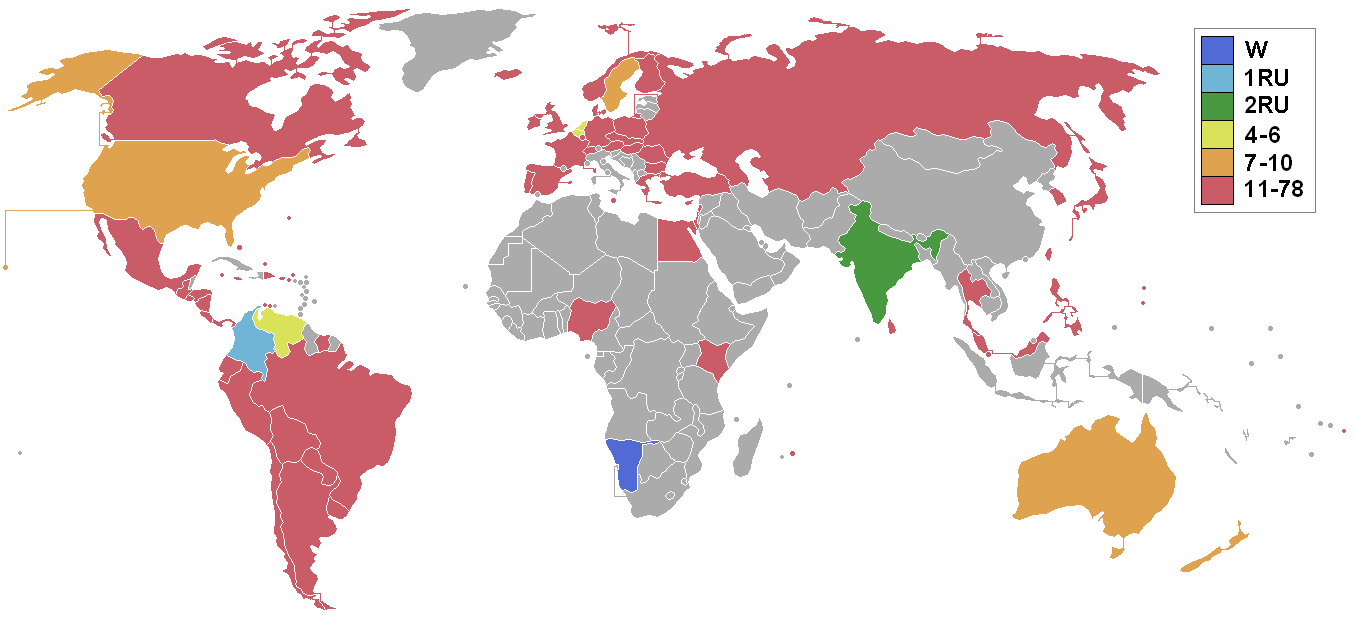
Países y territorios que enviaron candidatas y resultados para Miss Universo 1992

### Clasificación final
| Posición           | Candidata |
| ------------------ | --- |
| Miss Universo 1992 | - Namibia - Michelle McLean |
| Primera finalista  | - Colombia - Paola Turbay |
| Segunda finalista  | - India - Madhu Sapre |
| Top 6              | - Bélgica - Anke van Dermeersch - Países Bajos - Vivian Jansen - Venezuela - Carolina Izsak                                       |
| Top 10             | - Australia - Georgina Denahy - Estados Unidos - Shannon Marketic - Nueva Zelanda - Lisa Maree de Montalk - Suecia - Monica Brodd |

### Puntajes semifinales
| \| País \| Traje de Baño \| Entrevista \| Traje de Noche \| Porcentaje \| Top 6 \| \| -------------- \| ------------- \| ---------- \| -------------- \| ---------- \| --------- \| \| Venezuela \| 9.357 (1) \| 9.586 (2) \| 9.679 (1) \| 9.541 (1) \| 9.486 (4) \| \| Colombia \| 9.221 (5) \| 9.643 (1) \| 9.667 (2) \| 9.490 (2) \| 9.514 (3) \| \| India \| 9.321 (2) \| 9.508 (4) \| 9.629 (3) \| 9.486 (3) \| 9.771 (1) \| \| Namibia \| 9.243 (4) \| 9.529 (3) \| 9.614 (4) \| 9.462 (4) \| 9.643 (2) \| \| Países Bajos \| 9.280 (3) \| 9.229 (9) \| 9.421 (5) \| 9.310 (5) \| 9.417 (5) \| \| Bélgica \| 8.986 (6) \| 9.526 (5) \| 9.361 (6) \| 9.291 (6) \| 9.257 (6) \| \| Australia \| 8.857 (7) \| 9.242 (8) \| 9.327 (7) \| 9.142 (7) \| \| \| Estados Unidos \| 8.721 (9) \| 9.350 (6) \| 9.250 (8) \| 9.107 (8) \| \| \| Nueva Zelanda \| 8.743 (8) \| 9.350 (6) \| 9.043 (9) \| 9.045 (9) \| \| \| Suecia \| 8.686 (10) \| 8.786 (10) \| 8.971 (10) \| 8.814 (10) \| \| Ganadora Primera finalista Segunda finalista Top 6 Top 10 (#) Posición |               |            |                |            |           |
| País | Traje de Baño | Entrevista | Traje de Noche | Porcentaje | Top 6     |
| Venezuela | 9.357 (1)     | 9.586 (2)  | 9.679 (1)      | 9.541 (1)  | 9.486 (4) |
| Colombia | 9.221 (5)     | 9.643 (1)  | 9.667 (2)      | 9.490 (2)  | 9.514 (3) |
| India | 9.321 (2)     | 9.508 (4)  | 9.629 (3)      | 9.486 (3)  | 9.771 (1) |
| Namibia | 9.243 (4)     | 9.529 (3)  | 9.614 (4)      | 9.462 (4)  | 9.643 (2) |
| Países Bajos | 9.280 (3)     | 9.229 (9)  | 9.421 (5)      | 9.310 (5)  | 9.417 (5) |
| Bélgica | 8.986 (6)     | 9.526 (5)  | 9.361 (6)      | 9.291 (6)  | 9.257 (6) |
| Australia | 8.857 (7)     | 9.242 (8)  | 9.327 (7)      | 9.142 (7)  |           |
| Estados Unidos | 8.721 (9)     | 9.350 (6)  | 9.250 (8)      | 9.107 (8)  |           |
| Nueva Zelanda | 8.743 (8)     | 9.350 (6)  | 9.043 (9)      | 9.045 (9)  |           |
| Suecia | 8.686 (10)    | 8.786 (10) | 8.971 (10)     | 8.814 (10) |           |

### Premios especiales
Los premios especiales fueron otorgados a las siguientes candidatas:
| Premio                 | Candidata                                    |
| ---------------------- | -------------------------------------------- |
| Mejor en traje de baño | - Venezuela - Carolina Izsak[cita requerida] |
| Miss Fotogénica        | - Ecuador - Soledad Diab                     |
| Miss Simpatía          | - Islas Turcas y Caicos - Barbara Johnson    |

#### Mejor traje nacional
La ganadora y finalistas del premio al mejor traje nacional son las siguientes:
| Premio            | Candidata                        |
| ----------------- | -------------------------------- |
| Premio            | - Paraguay - Pamela Zarza        |
| Primera finalista | - Tailandia - Ornanong Panyawong |
| Segunda finalista | - España - Virginia García       |

## El concurso

### Formato
Al igual que en 1990, se seleccionaron diez semifinalistas mediante competencia preliminar y entrevistas a puerta cerrada. Diez semifinalistas participaron en la competencia de trajes de baño y de noche y, finalmente, se seleccionaron las seis finalistas. Seis finalistas compitieron en la ronda preliminar de preguntas y respuestas, y tres finalistas compitieron en la ronda final de preguntas y respuestas.

### Jurado
El panel de jueces estuvo conformado por las siguientes nueve personas:
- Kim Alexis, modelo estadounidense
- Robin Leach, periodista británico de Lifestyles of the Rich and Famous[20]
- Miriam Makeba, cantante y activista sudafricana
- Luis Enrique, cantante nicaragüense[21]
- Marion Dougherty, directora de reparto de Warner Bros. Studios
- Ron Duguay, jugador canadiense de hockey sobre hielo
- Vijay Amritraj, tenista india
- Estelle Getty, actriz estadounidense
- Khunying Sasima Srivikorn, empresaria tailandesa

## Candidatas
78 candidatas compitieron por el título.
| País/Territorio                      | Candidata             | Edad | Procedencia            |
| ------------------------------------ | --------------------- | ---- | ---------------------- |
| Alemania                             | Monika Resch          | 25   | Turingia               |
| Argentina                            | Laura Rafael          | 19   | Buenos Aires           |
| Aruba                                | Yerusha Rasmijn       | 23   | Oranjestad             |
| Australia                            | Georgina Denahy       | 20   | Gold Coast             |
| Austria                              | Katrin Friedl         | 19   | Graz                   |
| Bahamas                              | Fontella Chipman      | 24   | Nasáu                  |
| Bélgica                              | Anke Van dermeersch   | 19   | Amberes                |
| Bermudas                             | Colita Joseph         | 20   | Devonshire             |
| Bolivia                              | Natasha Gabriel Arana | 21   | Tarija                 |
| Brasil                               | Maria Carolina Otto   | 18   | Curitiba               |
| Bulgaria                             | Michaella Nikolova    | 19   | Sofía                  |
| Canadá                               | Nicole Dunsdon        | 21   | Summerland             |
| Checoslovaquia                       | Michaela Maláčová     | 20   | Brno                   |
| Chile                                | Marcela Vacarezza     | 21   | Santiago               |
| Chipre                               | Militsa Papadopolou   | 22   | Nicosia                |
| Colombia                             | Paola Turbay          | 21   | Bogotá                 |
| Comunidad de Estados Independientes  | Lidia Kuborskaya      | 19   | Moscú                  |
| Corea del Sur                        | Lee Young-hyun        | 20   | Seúl                   |
| Costa Rica                           | Jessica Manley        | 24   | San José               |
| Curazao                              | Mijanou de Paula      | 19   | Willemstad             |
| Dinamarca                            | Anne Mette Voss       | 20   | Copenhague             |
| Ecuador                              | Soledad Diab          | 19   | Guayaquil              |
| Egipto                               | Lamia Noshi           | 21   | El Cairo               |
| El Salvador                          | Melissa Salazar       | 19   | San Salvador           |
| España                               | Virginia García       | 22   | Madrid                 |
| Estados Unidos                       | Shannon Marketic      | 21   | Los Ángeles            |
| Filipinas                            | Elizabeth Berroya     | 18   | Ciudad Quezon          |
| Finlandia                            | Kirsi Syrjänen        | 22   | Helsinki               |
| Francia                              | Linda Hardy           | 18   | Nantes                 |
| Gran Bretaña                         | Tiffany Stanford      | 22   | Birmingham             |
| Grecia                               | Marina Tsintikidou    | 21   | Tesalónica             |
| Guam                                 | Cheryl Debra Payne    | 24   | Agaña                  |
| Guatemala                            | Nancy Pérez           | 19   | Chiquimula             |
| Honduras                             | Mónica Rápalo         | 18   | La Ceiba               |
| Hungría                              | Dora Patko            | 19   | Eger                   |
| India                                | Madhushree Sapre      | 20   | Bombay                 |
| Irlanda                              | Jane Thompson         | 20   | Dublín                 |
| Islandia                             | Svava Haraldsdóttir   | 19   | Reikiavik              |
| Islas Caimán                         | Yvette Jordison       | 19   | Gran Caimán            |
| Islas Cook                           | Jeannine Tuavera      | 18   | Rarotonga              |
| Islas Marianas del Norte             | Imelda Antonio        | 18   | Saipán                 |
| Islas Turcas y Caicos                | Barbara Johnson       | 21   | Blue Hills             |
| Islas Vírgenes Británicas            | Alicia Burke          | 21   | Tórtola                |
| Islas Vírgenes de los Estados Unidos | Cathy-Mae Sitaram     | 22   | Santa Cruz             |
| Israel                               | Eynat Zmora           | 20   | Haifa                  |
| Jamaica                              | Bridgette Rhoden      | 19   | Kingston               |
| Japón                                | Akiko Ando            | 19   | Ichinomiya             |
| Kenia                                | Aisha Lieberg         | 20   | Nairobi                |
| Líbano                               | Abir El Sharrouf      | 18   | Beirut                 |
| Luxemburgo                           | Carole Reding         | 20   | Luxemburgo             |
| Malasia                              | Crystal Yong          | 20   | Kuala Lumpur           |
| Malta                                | Julienne Camilleri    | 21   | Città Victoria         |
| Mauricio                             | Stéphanie Raymond     | 18   | Port Louis             |
| México                               | Mónica Zúñiga         | 20   | Pachuca                |
| Namibia                              | Michelle McLean       | 19   | Windhoek               |
| Nicaragua                            | Ida Patricia Delaney  | 19   | Managua                |
| Nigeria                              | Sandra Petgrave       | 19   | Lagos                  |
| Noruega                              | Sofie Galåen          | 21   | Hedmark                |
| Nueva Zelanda                        | Lisa de Montalk       | 21   | Auckland               |
| Países Bajos                         | Vivian Jansen         | 19   | Brabante Septentrional |
| Panamá                               | Ana Cecilia Orillac   | 21   | Ciudad de Panamá       |
| Paraguay                             | Pamela Zarza          | 22   | Asunción               |
| Perú                                 | Aline Arce            | 20   | Arequipa               |
| Polonia                              | Izabela Filipowska    | 22   | Lublin                 |
| Portugal                             | Maria Fernanda Silva  | 18   | Lisboa                 |
| Puerto Rico                          | Daisy García          | 21   | Bayamón                |
| República de China                   | Vivian Shih           | 24   | Taipéi                 |
| República Dominicana                 | Ana Eliza González    | 21   | Santiago               |
| Rumania                              | Corina Corduneanu     | 22   | Bucarest               |
| Singapur                             | Cori Teo              | 22   | Singapur               |
| Sri Lanka                            | Hiranthi Divapriya    | 20   | Colombo                |
| Suecia                               | Monica Brodd          | 18   | Täby                   |
| Suiza                                | Sandra Aegerter       | 20   | Stein                  |
| Surinam                              | Nancy Kasanngaloewar  | 19   | Paramaribo             |
| Tailandia                            | Orn-anong Panyawong   | 19   | Chiang Mai             |
| Turquía                              | Elif Ilgaz            | 21   | Estambul               |
| Uruguay                              | Gabriela Escobar      | 21   | Montevideo             |
| Venezuela                            | Carolina Izsak        | 20   | Caracas                |

### Preliminares
Las calificaciones preliminares son las siguientes:[cita requerida]
| \| País \| Traje de Baño \| Entrevista \| Traje de Noche \| % \| \| ------------------------- \| ------------- \| ---------- \| -------------- \| ----- \| \| Venezuela \| 9.39 \| 9.47 \| 9.57 \| 9.477 \| \| Namibia \| 9.15 \| 9.03 \| 9.26 \| 9.147 \| \| Bélgica \| 8.94 \| 9.10 \| 8.91 \| 8.983 \| \| Colombia \| 8.88 \| 9.01 \| 9.01 \| 8.969 \| \| India \| 8.91 \| 9.15 \| 8.79 \| 8.952 \| \| Países Bajos \| 9.07 \| 8.64 \| 9.05 \| 8.921 \| \| USA \| 8.79 \| 9.10 \| 8.74 \| 8.874 \| \| Australia \| 8.54 \| 9.21 \| 8.66 \| 8.805 \| \| Nueva Zelanda \| 8.89 \| 8.97 \| 8.51 \| 8.789 \| \| Suecia \| 8.66 \| 8.63 \| 9.03 \| 8.773 \| \| Islandia \| 9.18 \| 8.21 \| 8.93 \| 8.773 \| \| México \| 8.41 \| 8.96 \| 8.67 \| 8.680 \| \| Islas Vírgenes \| 8.81 \| 8.90 \| 8.50 \| 8.737 \| \| Noruega \| 8.67 \| 8.69 \| 8.84 \| 8.733 \| \| Finlandia \| 8.81 \| 8.53 \| 8.81 \| 8.717 \| \| Turquía \| 8.62 \| 8.87 \| 8.74 \| 8.743 \| \| República Dominicana \| 9.02 \| 8.36 \| 8.59 \| 8.657 \| \| Bahamas \| 8.69 \| 8.64 \| 8.62 \| 8.650 \| \| Puerto Rico \| 8.29 \| 8.91 \| 8.68 \| 8.627 \| \| Tailandia \| 8.53 \| 8.67 \| 8.62 \| 8.607 \| \| Islas Cook \| 8.57 \| 8.28 \| 8.83 \| 8.560 \| \| República Checa \| 8.77 \| 8.60 \| 8.31 \| 8.560 \| \| España \| 8.34 \| 8.76 \| 8.56 \| 8.553 \| \| Hungría \| 8.59 \| 8.83 \| 8.19 \| 8.537 \| \| Israel \| 8.76 \| 8.20 \| 8.56 \| 8.507 \| \| Alemania \| 8.54 \| 8.26 \| 8.71 \| 8.503 \| \| Chile \| 8.63 \| 8.64 \| 8.21 \| 8.493 \| \| Paraguay \| 8.47 \| 8.36 \| 8.64 \| 8.490 \| \| Panamá \| 8.25 \| 8.53 \| 8.44 \| 8.407 \| \| Canadá \| 8.24 \| 8.81 \| 8.17 \| 8.407 \| \| Ecuador \| 8.19 \| 8.47 \| 8.53 \| 8.397 \| \| El Salvador \| 8.59 \| 8.30 \| 8.28 \| 8.390 \| \| Suiza \| 8.55 \| 8.61 \| 7.94 \| 8.367 \| \| Jamaica \| 8.09 \| 8.56 \| 8.43 \| 8.360 \| \| Islas Caimán \| 8.07 \| 8.23 \| 8.71 \| 8.337 \| \| Filipinas \| 8.13 \| 8.53 \| 8.34 \| 8.333 \| \| Portugal \| 8.30 \| 8.44 \| 8.24 \| 8.327 \| \| Polonia \| 8.41 \| 8.04 \| 8.52 \| 8.323 \| \| Guam \| 8.15 \| 8.48 \| 8.34 \| 8.323 \| \| Mauricio \| 8.45 \| 8.45 \| 8.07 \| 8.323 \| \| Brasil \| 8.17 \| 8.64 \| 8.04 \| 8.283 \| \| Rumania \| 8.17 \| 8.25 \| 8.34 \| 8.253 \| \| Irlanda \| 7.91 \| 8.55 \| 8.29 \| 8.250 \| \| Chipre \| 8.21 \| 8.51 \| 7.99 \| 8.237 \| \| Uruguay \| 8.09 \| 8.67 \| 7.88 \| 8.213 \| \| Corea del Sur \| 8.28 \| 7.94 \| 8.34 \| 8.187 \| \| Grecia \| 8.28 \| 7.71 \| 8.54 \| 8.177 \| \| Bermuda \| 8.03 \| 8.14 \| 8.29 \| 8.153 \| \| Kenia \| 7.73 \| 8.78 \| 7.89 \| 8.133 \| \| Dinamarca \| 8.36 \| 8.29 \| 7.71 \| 8.120 \| \| Gran Bretaña \| 7.83 \| 8.49 \| 8.01 \| 8.110 \| \| Rusia \| 8.20 \| 7.91 \| 8.10 \| 8.070 \| \| Argentina \| 8.16 \| 8.01 \| 7.99 \| 8.053 \| \| Perú \| 7.75 \| 7.89 \| 8.52 \| 8.053 \| \| Bolivia \| 7.63 \| 8.80 \| 7.68 \| 8.037 \| \| Luxemburgo \| 7.96 \| 8.41 \| 7.72 \| 8.030 \| \| Nicaragua \| 7.75 \| 8.37 \| 7.74 \| 7.953 \| \| Austria \| 7.97 \| 8.03 \| 7.78 \| 7.927 \| \| Japón \| 8.12 \| 8.00 \| 7.63 \| 7.917 \| \| Costa Rica \| 7.57 \| 8.69 \| 7.41 \| 7.890 \| \| Sri Lanka \| 7.38 \| 8.50 \| 7.77 \| 7.883 \| \| Singapur \| 7.59 \| 7.96 \| 8.02 \| 7.857 \| \| Malasia \| 8.00 \| 7.59 \| 7.80 \| 7.797 \| \| Islas Turcas y Caicos \| 7.47 \| 8.50 \| 7.41 \| 7.793 \| \| Taiwán \| 7.78 \| 7.89 \| 7.65 \| 7.773 \| \| Bulgaria \| 7.71 \| 7.87 \| 7.66 \| 7.747 \| \| Nigeria \| 7.29 \| 8.11 \| 7.61 \| 7.670 \| \| Egipto \| 7.37 \| 7.99 \| 7.54 \| 7.633 \| \| Mariana del Norte \| 7.43 \| 8.01 \| 7.46 \| 7.633 \| \| Aruba \| 7.20 \| 8.12 \| 7.54 \| 7.620 \| \| Islas Vírgenes Británicas \| 7.36 \| 7.85 \| 7.56 \| 7.590 \| \| Honduras \| 7.16 \| 7.84 \| 7.76 \| 7.587 \| \| Malta \| 7.19 \| 8.02 \| 7.48 \| 7.563 \| \| Líbano \| 7.26 \| 8.06 \| 7.29 \| 7.537 \| \| Curaçao \| 7.37 \| 7.89 \| 7.33 \| 7.530 \| \| Guatemala \| 7.18 \| 7.98 \| 7.40 \| 7.520 \| \| Surinam \| 7.13 \| 7.72 \| 7.62 \| 7.490 \| \| * Francia \| X.XX \| X.XX \| X.XX \| X.XXX \| | Ganadora Primera finalista Segunda finalista Top 6 Top 10 |            |                |       |
| País | Traje de Baño                                             | Entrevista | Traje de Noche | %     |
| Venezuela | 9.39                                                      | 9.47       | 9.57           | 9.477 |
| Namibia | 9.15                                                      | 9.03       | 9.26           | 9.147 |
| Bélgica | 8.94                                                      | 9.10       | 8.91           | 8.983 |
| Colombia | 8.88                                                      | 9.01       | 9.01           | 8.969 |
| India | 8.91                                                      | 9.15       | 8.79           | 8.952 |
| Países Bajos | 9.07                                                      | 8.64       | 9.05           | 8.921 |
| USA | 8.79                                                      | 9.10       | 8.74           | 8.874 |
| Australia | 8.54                                                      | 9.21       | 8.66           | 8.805 |
| Nueva Zelanda | 8.89                                                      | 8.97       | 8.51           | 8.789 |
| Suecia | 8.66                                                      | 8.63       | 9.03           | 8.773 |
| Islandia | 9.18                                                      | 8.21       | 8.93           | 8.773 |
| México | 8.41                                                      | 8.96       | 8.67           | 8.680 |
| Islas Vírgenes | 8.81                                                      | 8.90       | 8.50           | 8.737 |
| Noruega | 8.67                                                      | 8.69       | 8.84           | 8.733 |
| Finlandia | 8.81                                                      | 8.53       | 8.81           | 8.717 |
| Turquía | 8.62                                                      | 8.87       | 8.74           | 8.743 |
| República Dominicana | 9.02                                                      | 8.36       | 8.59           | 8.657 |
| Bahamas | 8.69                                                      | 8.64       | 8.62           | 8.650 |
| Puerto Rico | 8.29                                                      | 8.91       | 8.68           | 8.627 |
| Tailandia | 8.53                                                      | 8.67       | 8.62           | 8.607 |
| Islas Cook | 8.57                                                      | 8.28       | 8.83           | 8.560 |
| República Checa | 8.77                                                      | 8.60       | 8.31           | 8.560 |
| España | 8.34                                                      | 8.76       | 8.56           | 8.553 |
| Hungría | 8.59                                                      | 8.83       | 8.19           | 8.537 |
| Israel | 8.76                                                      | 8.20       | 8.56           | 8.507 |
| Alemania | 8.54                                                      | 8.26       | 8.71           | 8.503 |
| Chile | 8.63                                                      | 8.64       | 8.21           | 8.493 |
| Paraguay | 8.47                                                      | 8.36       | 8.64           | 8.490 |
| Panamá | 8.25                                                      | 8.53       | 8.44           | 8.407 |
| Canadá | 8.24                                                      | 8.81       | 8.17           | 8.407 |
| Ecuador | 8.19                                                      | 8.47       | 8.53           | 8.397 |
| El Salvador | 8.59                                                      | 8.30       | 8.28           | 8.390 |
| Suiza | 8.55                                                      | 8.61       | 7.94           | 8.367 |
| Jamaica | 8.09                                                      | 8.56       | 8.43           | 8.360 |
| Islas Caimán | 8.07                                                      | 8.23       | 8.71           | 8.337 |
| Filipinas | 8.13                                                      | 8.53       | 8.34           | 8.333 |
| Portugal | 8.30                                                      | 8.44       | 8.24           | 8.327 |
| Polonia | 8.41                                                      | 8.04       | 8.52           | 8.323 |
| Guam | 8.15                                                      | 8.48       | 8.34           | 8.323 |
| Mauricio | 8.45                                                      | 8.45       | 8.07           | 8.323 |
| Brasil | 8.17                                                      | 8.64       | 8.04           | 8.283 |
| Rumania | 8.17                                                      | 8.25       | 8.34           | 8.253 |
| Irlanda | 7.91                                                      | 8.55       | 8.29           | 8.250 |
| Chipre | 8.21                                                      | 8.51       | 7.99           | 8.237 |
| Uruguay | 8.09                                                      | 8.67       | 7.88           | 8.213 |
| Corea del Sur | 8.28                                                      | 7.94       | 8.34           | 8.187 |
| Grecia | 8.28                                                      | 7.71       | 8.54           | 8.177 |
| Bermuda | 8.03                                                      | 8.14       | 8.29           | 8.153 |
| Kenia | 7.73                                                      | 8.78       | 7.89           | 8.133 |
| Dinamarca | 8.36                                                      | 8.29       | 7.71           | 8.120 |
| Gran Bretaña | 7.83                                                      | 8.49       | 8.01           | 8.110 |
| Rusia | 8.20                                                      | 7.91       | 8.10           | 8.070 |
| Argentina | 8.16                                                      | 8.01       | 7.99           | 8.053 |
| Perú | 7.75                                                      | 7.89       | 8.52           | 8.053 |
| Bolivia | 7.63                                                      | 8.80       | 7.68           | 8.037 |
| Luxemburgo | 7.96                                                      | 8.41       | 7.72           | 8.030 |
| Nicaragua | 7.75                                                      | 8.37       | 7.74           | 7.953 |
| Austria | 7.97                                                      | 8.03       | 7.78           | 7.927 |
| Japón | 8.12                                                      | 8.00       | 7.63           | 7.917 |
| Costa Rica | 7.57                                                      | 8.69       | 7.41           | 7.890 |
| Sri Lanka | 7.38                                                      | 8.50       | 7.77           | 7.883 |
| Singapur | 7.59                                                      | 7.96       | 8.02           | 7.857 |
| Malasia | 8.00                                                      | 7.59       | 7.80           | 7.797 |
| Islas Turcas y Caicos | 7.47                                                      | 8.50       | 7.41           | 7.793 |
| Taiwán | 7.78                                                      | 7.89       | 7.65           | 7.773 |
| Bulgaria | 7.71                                                      | 7.87       | 7.66           | 7.747 |
| Nigeria | 7.29                                                      | 8.11       | 7.61           | 7.670 |
| Egipto | 7.37                                                      | 7.99       | 7.54           | 7.633 |
| Mariana del Norte | 7.43                                                      | 8.01       | 7.46           | 7.633 |
| Aruba | 7.20                                                      | 8.12       | 7.54           | 7.620 |
| Islas Vírgenes Británicas | 7.36                                                      | 7.85       | 7.56           | 7.590 |
| Honduras | 7.16                                                      | 7.84       | 7.76           | 7.587 |
| Malta | 7.19                                                      | 8.02       | 7.48           | 7.563 |
| Líbano | 7.26                                                      | 8.06       | 7.29           | 7.537 |
| Curaçao | 7.37                                                      | 7.89       | 7.33           | 7.530 |
| Guatemala | 7.18                                                      | 7.98       | 7.40           | 7.520 |
| Surinam | 7.13                                                      | 7.72       | 7.62           | 7.490 |
| * Francia | X.XX                                                      | X.XX       | X.XX           | X.XXX |